# Вестфаль, Рудольф
Рудольф Ве́стфаль (нем. Rudolf Westphal; 3 июля 1826, Обернкирхен — 10 июля 1892, Штадтхаген) — немецкий филолог-классик, теоретик музыки, переводчик.
Окончил Марбургский университет ок. 1850 г. как теолог и филолог-классик. В 1852 году защитил филологическую диссертацию в Тюбингенском университете. В 1857-62 годах преподавал в университете Бреслау (1857-62). После завершения работы о флексиях русского языка Вестфаль работал в Московском Императорском лицее, где в 1875-81 годах преподавал греческий язык и сравнительное языкознание. В 1881 году Вестфаль вернулся на родину, где давал частные уроки в Лейпциге, с 1884 в Бюккебурге, а с 1889 в Штадтхагене.
Чрезвычайно плодовитый автор, Вестфаль за короткое время написал несколько монографий о греческой метрике, ритмике и музыке. Перевёл (с научными комментариями) трактаты (александрийского грамматика II века) Гефестиона, Аристоксена и Псевдо-Плутарха («О музыке»), литературные сочинения Катулла и комедию «Ахарняне» Аристофана.
Научные труды Вестфаля оказали влияние на многих исследователей античной музыки и ритмики; в России это влияние прослеживается в диапазоне от В.Ф. Одоевского, Ю.Н. Мельгунова и В.И. Петра до Ю.Н. Холопова.

## Сочинения и переводы
- Die Fragmente und die Lehrsätze der griechischen Rhythmiker (Leipzig, 1861)
- Harmonik und Melopöie der Griechen (Leipzig, 1863)
- Geschichte der alten und mittelalterlichen Musik (Breslau, 1864)
- System der antiken Rhythmik (Breslau, 1865)
- Allgemeine griechische Metrik (Leipzig, 1865; 3te Aufl., 1885—1889)
- Plutarch über die Musik (Breslau, 1866)
- Hephaestion’s De metris enchiridion (1866)
- Griechische Rhythmik und Harmonik nebst der Geschichte der drei musischen Disziplinen (Leipzig, 1867)
- Vergleichende Grammatik der indogermanischer Sprache (1873)
- Das Verballexicon der lateinschen Sprache (1878)
- Allgemeine Theorie der musikalischen Rhythmik seit J.S.Bach (Leipzig, 1880)
- Aristoxenos von Tarent: Melik und Rhythmik des classischen Hellenentums. 2 Bde. (Leipzig, 1883 u. 1893)
- Die Musik des griechischen Altertums (Leipzig, 1883)
- (соавтор: A. Rossbach) Theorie der musischen Künste der Hellenen. 3. Bde. (Leipzig, 1885—1889)
- Allgemeine Metrik der indogermanischen und semitischen Völker auf Grundlage der vergleichenden Sprachwissenschaft (Berlin, 1892)
- Die Aristoxenische Rhythmuslehre // VfMw VII (1891), SS.74-107.